# Bữa ăn tối

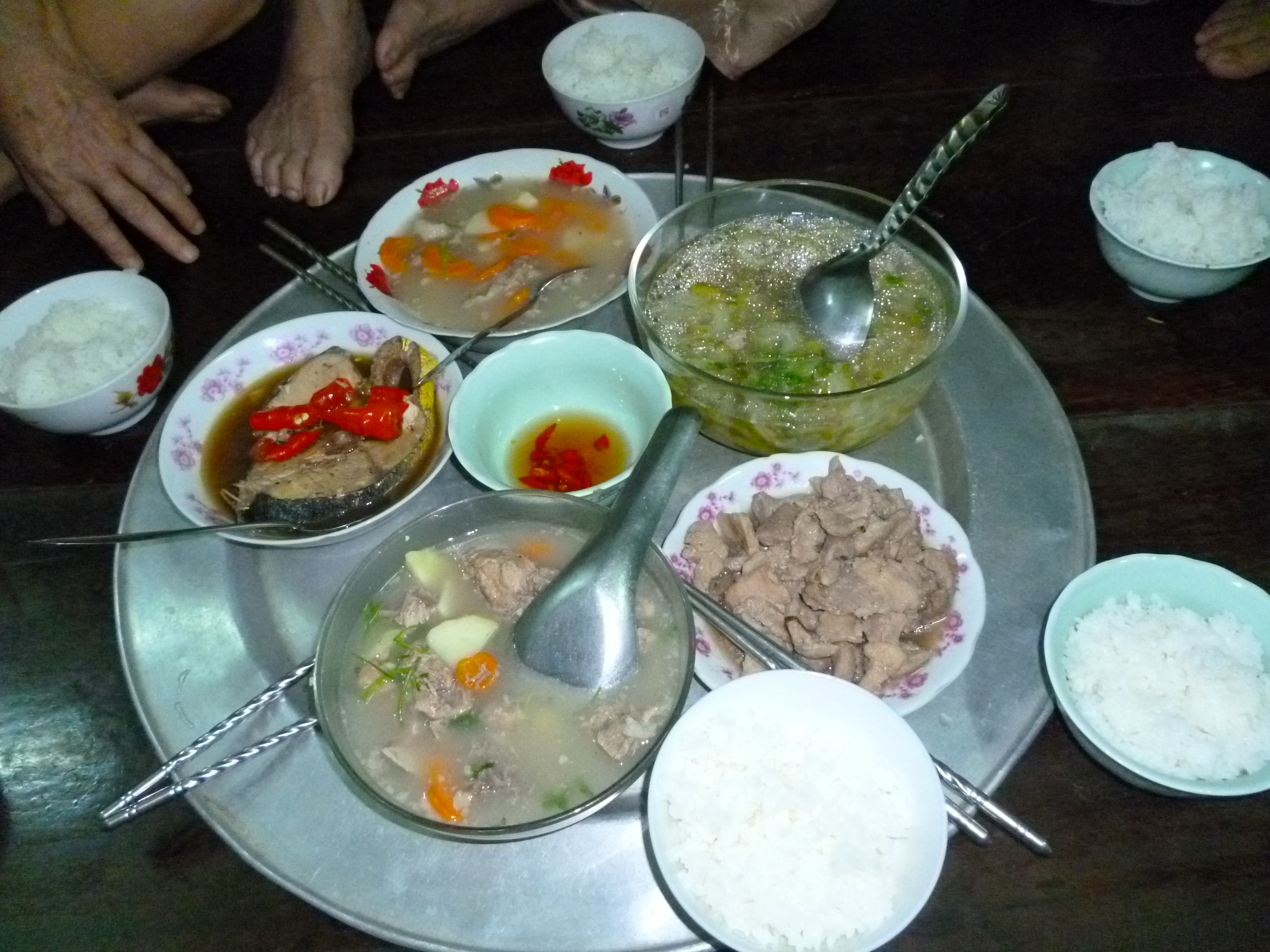
Một bữa ăn tối ở Việt Nam, giờ ăn thường vào tầm xế chiều đến nhá nhem tối, còn gọi là bữa cơm chiều, các món ăn gồm cơm, canh, rau, cá, thịt.

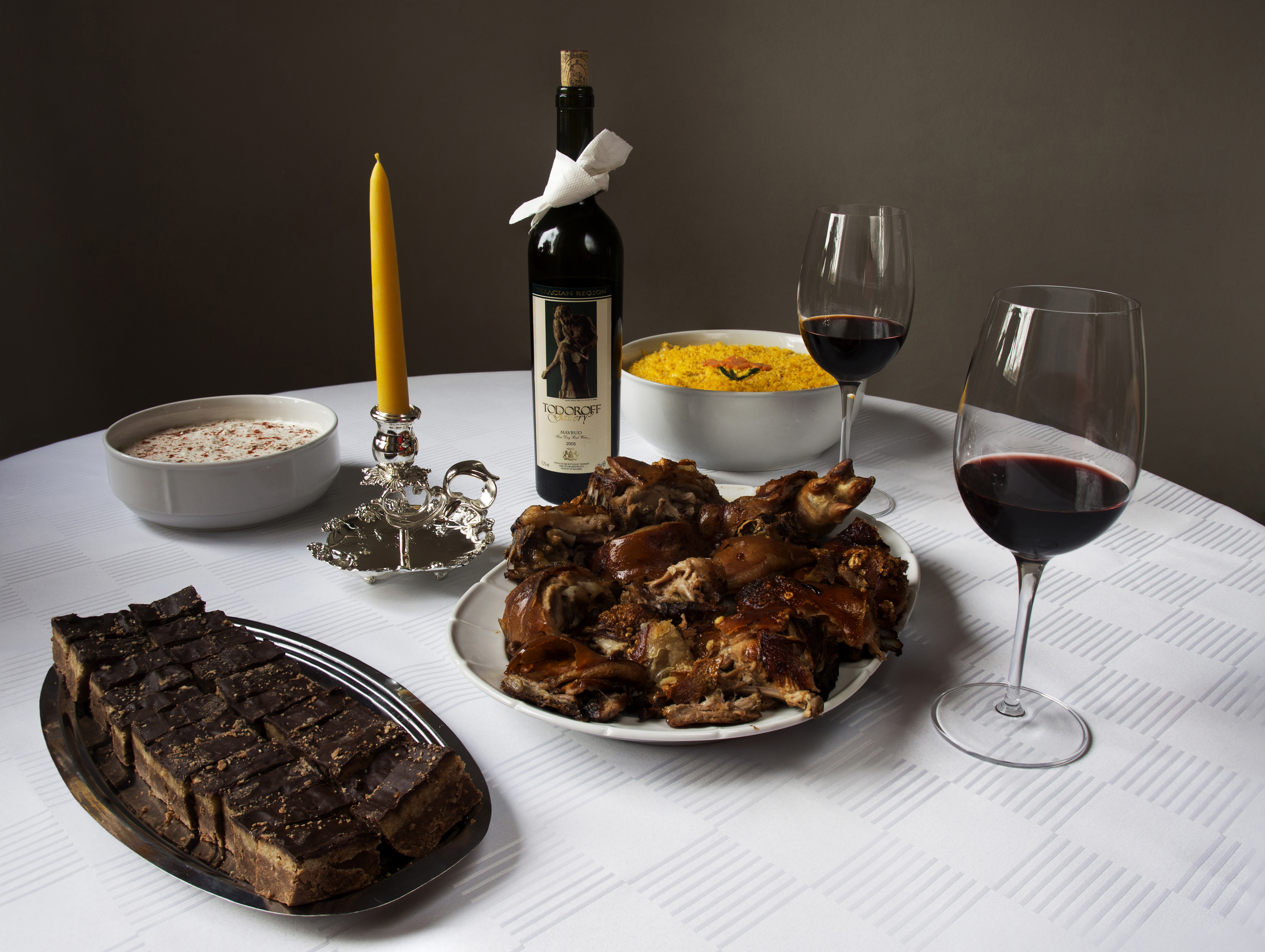
Một bữa ăn tối Giáng sinh ở Serbia.

Bữa ăn tối hay bữa tối là bữa ăn chính thứ ba trong ngày diễn ra vào thời điểm chiều tối. Tùy từng quốc gia, dân tộc, cộng đồng, vùng miền và văn hóa, tập tục mà thời điểm ăn tối có thể chênh lệch nhau từ chiều muộn đến tối khuya. Bữa ăn tối được xem là bữa ăn chính trong ngày, nhưng ngày nay có nhiều lời khuyên nên ăn ít lại và tránh ăn quá muộn.

## Phương Tây
Trong văn hóa phương Tây thì bữa tối thường đề cập đến những gì trong nhiều nền văn hóa phương Tây, bữa ăn lớn nhất và trang trọng nhất trong ngày, mà nhiều người phương Tây ăn vào buổi tối. Trong lịch sử, bữa ăn lớn nhất từng được ăn vào khoảng giữa trưa và được gọi là bữa tối. Trong các nền văn hóa phương Tây, đặc biệt là trong giới thượng lưu, nó dần dần dịch xuống cuối ngày vào thế kỷ 16 đến 19. Tuy nhiên, từ "bữa tối" có thể có ý nghĩa khác nhau tùy thuộc vào văn hóa và có thể có nghĩa là một bữa ăn với bất kỳ kích cỡ nào được ăn vào bất kỳ thời điểm nào trong ngày. Đặc biệt, đôi khi nó vẫn được sử dụng cho bữa ăn vào buổi trưa hoặc đầu giờ chiều vào những dịp đặc biệt, chẳng hạn như bữa tối Giáng sinh. Ở những vùng khí hậu nóng, mọi người luôn có xu hướng ăn bữa chính vào buổi tối, sau khi nhiệt độ giảm xuống và trở nên mát mẻ.
Ở phương Tây thì từ dinner bắt nguồn từ tiếng Pháp cổ (k. 1300) disner, có nghĩa là "ăn tối", từ ngữ căn của Gallo-Romance là desjunare ("chấm dứt giai đoạn nhịn ăn vì lý do tôn giáo", ví dụ như bữa xả chay Iftar trong Hồi giáo), từ tiếng Latin dis- (chỉ ra điều ngược lại của một hành động) + Tiếng Latinh cổ xưa là ieiunare ("nhịn ăn"), từ Latinh ieiunus ("ăn chay, đói"). Từ tiếng Roman dejun và tiếng Pháp déjeuner giữ lại từ nguyên này và ở một mức độ nào đó nghĩa (trong khi từ tiếng Tây Ban Nha desayuno và từ tiếng Bồ Đào Nha desjejum có liên quan nhưng được sử dụng riêng cho bữa sáng). Cuối cùng, thuật ngữ này chuyển sang dùng để chỉ bữa ăn chính cồng kềnh trong ngày, ngay cả khi trước đó là bữa ăn sáng (hoặc thậm chí cả bữa sáng và bữa ăn trưa).

## Việt Nam
Tại Việt Nam, mọi người thường ăn sáng, ăn trưa và ăn tối mà không uống trà hay cà phê. Thức ăn dành cho bữa sáng có thể đa dạng và thường chứa carbohydrate để cung cấp đủ năng lượng cho một ngày làm việc: phở (biểu tượng của ẩm thực Việt Nam), bánh mì (bánh mì baguette kiểu Việt Nam), xôi, bún, bánh cuốn, cơm tấm. Do nhịp sống hiện đại, người Việt Nam bây giờ thường ăn trưa tại một số quán ăn hoặc mang hộp cơm trưa đi làm hoặc đi học. Do đó, bữa tối là bữa ăn chính mà có thể quan sát ứng xử trên bàn ăn của người Việt Nam. Bữa ăn tối thường có một hoặc hai món chính như thịt lợn kho, gà luộc hoặc cá rán; một món rau luộc hoặc rau xào và một bát canh. Nhờ khí hậu nhiệt đới, người Việt trồng nhiều loại rau ăn và rau tươi có sẵn quanh năm. Một số loại rau phổ biến ở Việt Nam là rau muống, bắp cải, su su và dưa chuột.
Có nhiều điều đặc biệt với cách sắp xếp thức ăn trong bữa tối của người Việt. Các bữa ăn sẽ chậm, và các món ăn được mang lên từ bếp liên tiếp. Một số gia đình có bàn ăn trong khi số khác thường sống ở nông thôn, ăn tối ở tầng trệt. Thịt và rau được đặt trong đĩa trong khi súp và nước dùng được phục vụ trong một bát lớn. Món cá kho của Việt Nam (cá kho tộ) thường được phục vụ trong nồi đất nung. Tất cả các món ăn sẽ được đặt trên một mâm tròn. Theo tín ngưỡng của người Việt, hình dạng tròn tượng trưng cho hạnh phúc, viên mãn và sự gắn kết với nhau. Mâm tròn cho phép các thành viên trong gia đình ngồi thành một vòng tròn và dễ dàng trò chuyện với nhau. Mỗi người có một cái bát nhỏ xới đầy cơm và ăn cơm cùng với thức ăn khác. Khi ai đó ăn hết một bát cơm thì sẽ nhờ người ngồi gần nồi cơm xới một bát khác cho mình. Chiếc muôi lớn được dùng để múc canh vào bát. Hoa quả (dưa hấu, cam, thanh long, vv) và chè (trà) là những món tráng miệng sau bữa ăn.

## Thư viện ảnh

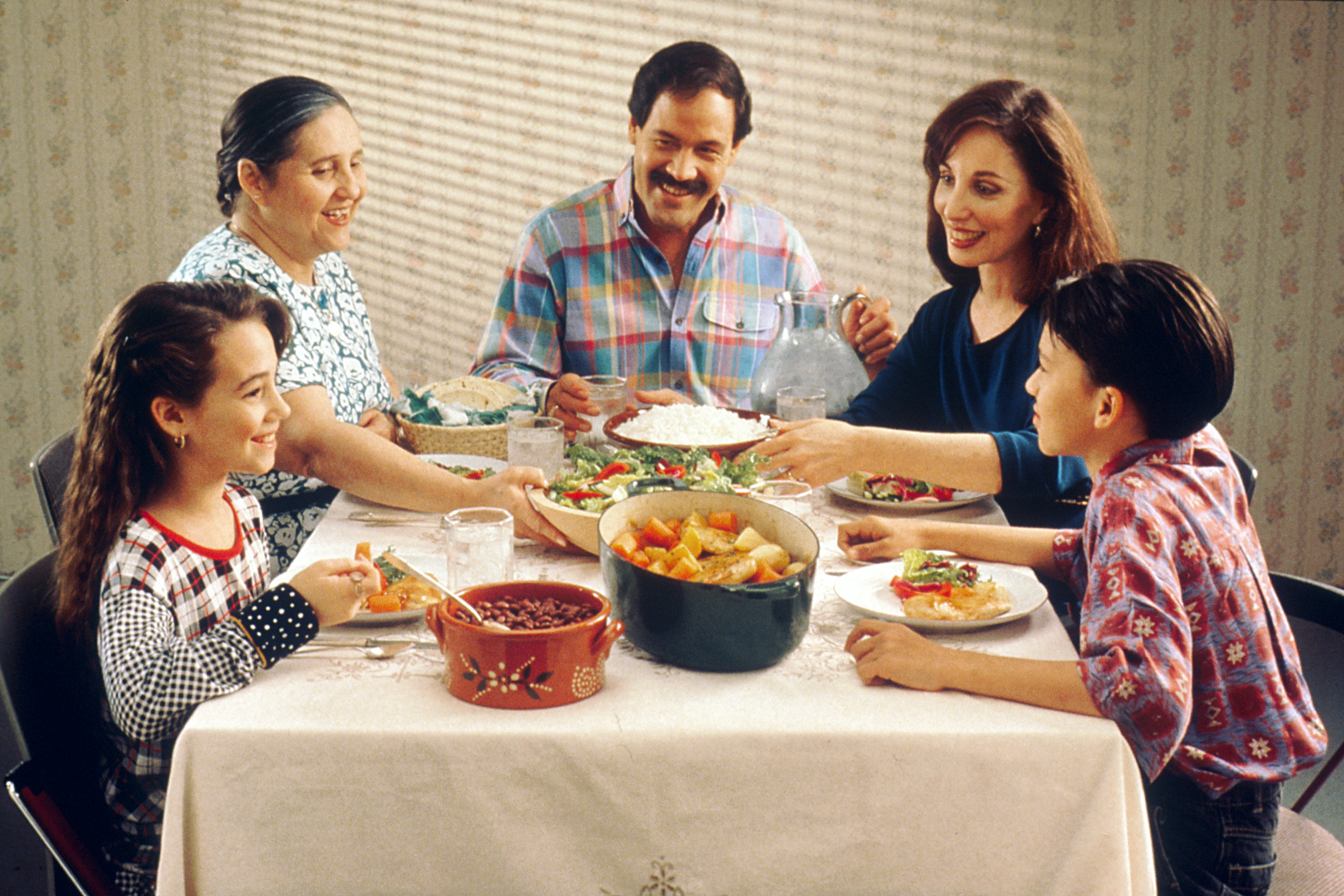
Một gia đình phương Tây đang ăn tối.
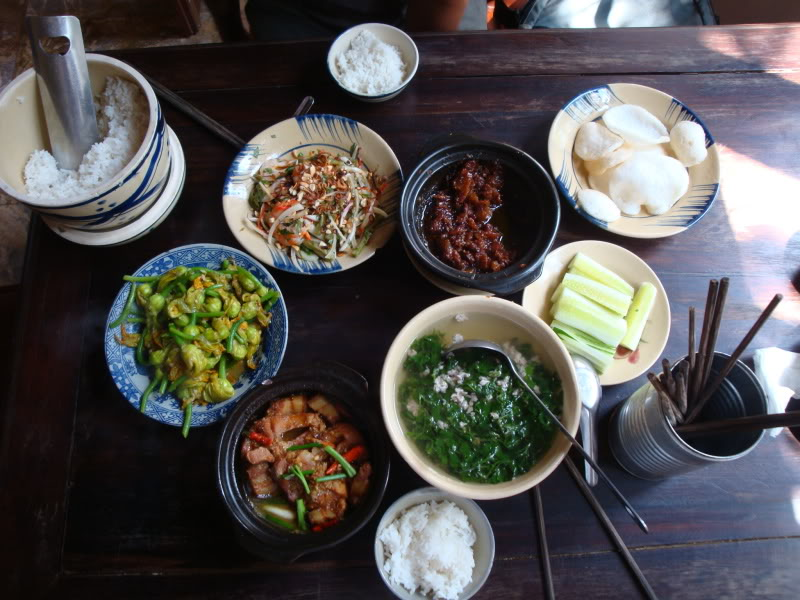
Những món ăn trong bữa cơm của người Việt Nam.
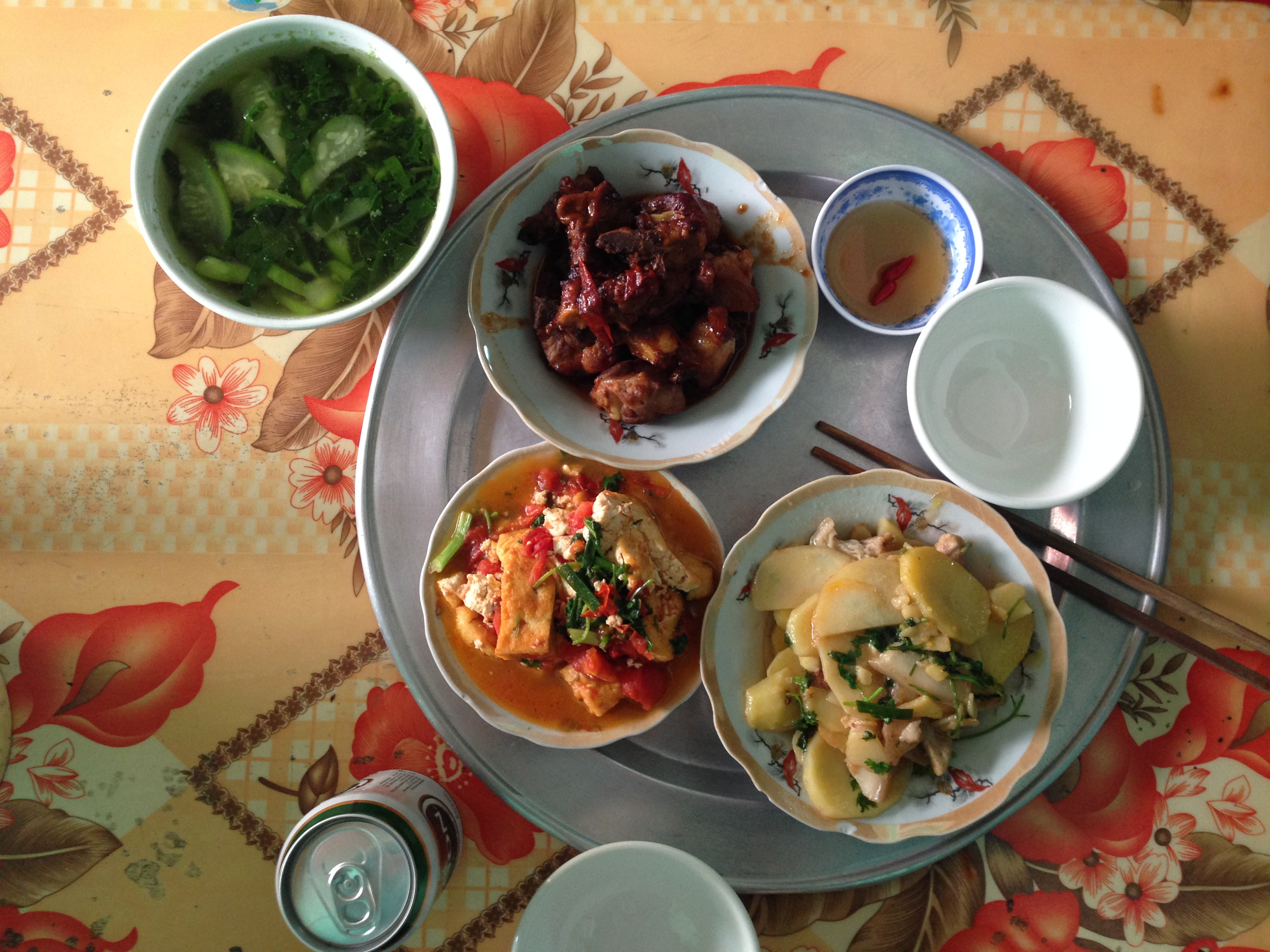
Mâm cơm của người miền Bắc Việt Nam.
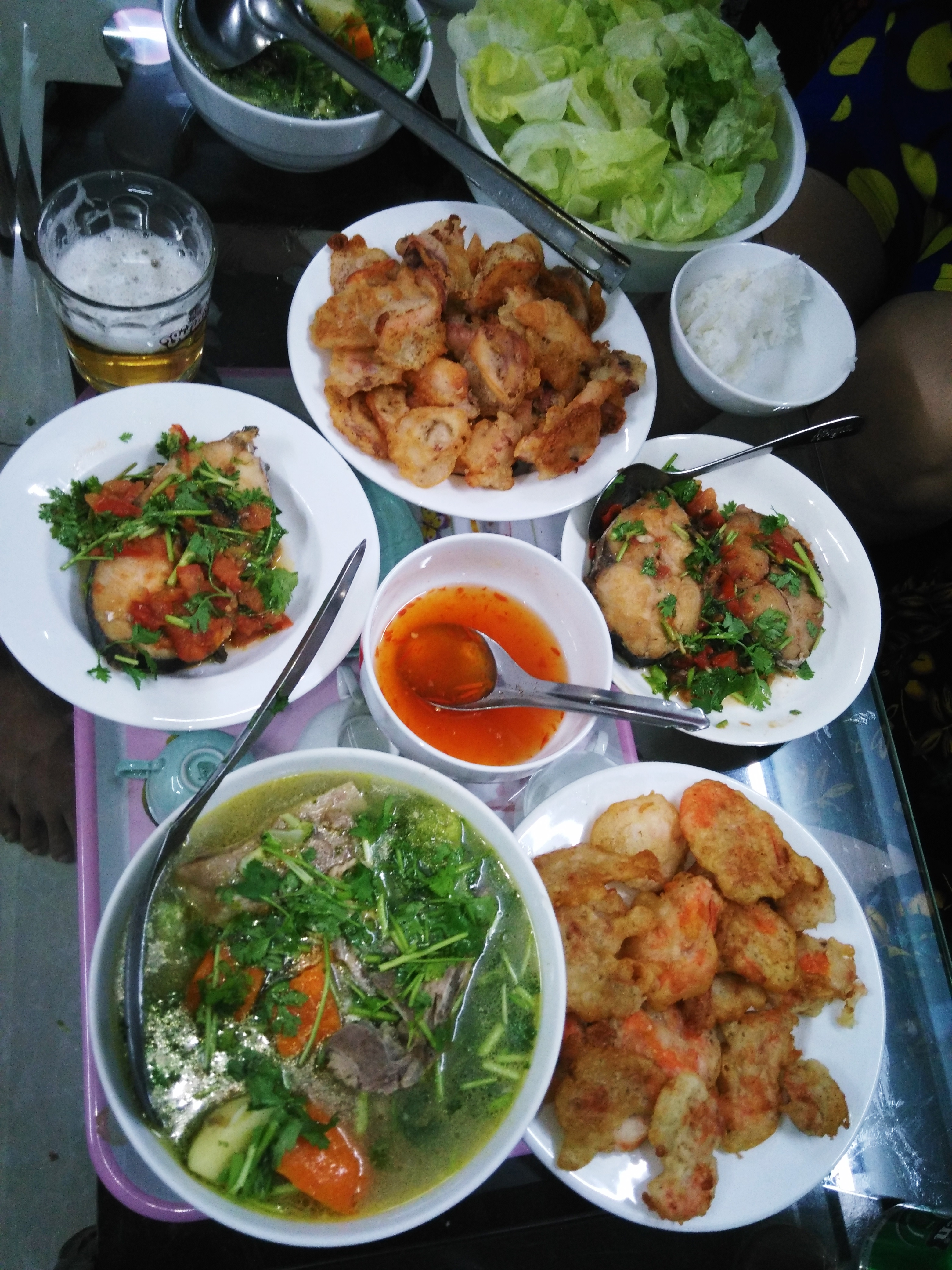
Những món ăn trong bữa cơm của người Việt Nam.
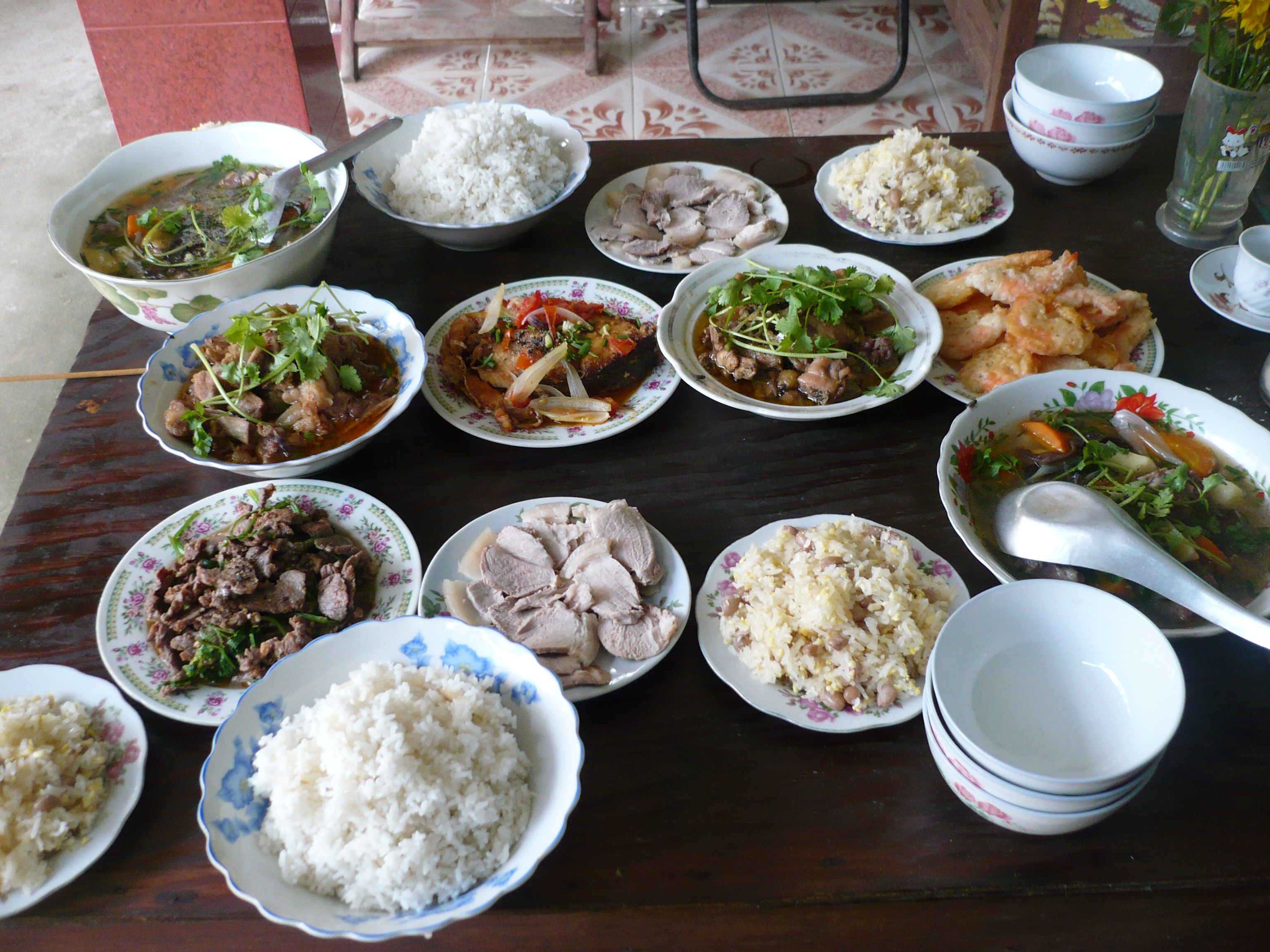
Những món ăn trong bữa cơm của người Việt Nam.